# 保羅·亞歷山大
保羅·理查德·亞歷山大（英語：Paul Richard Alexander，1946年1月30日—2024年3月11日）是一名美國律師和小兒麻痺症倖存者，也是世界上最後的鐵肺使用者之一。在1952年，六歲的亞歷山大患上了小兒麻痺症而導致終身癱瘓，僅能活動頭部、頸部和嘴巴，並在德克薩斯大學奧斯汀分校獲得學士學位和法律博士學位。2020年，他自行出版了一本回憶錄。

## 生平
1950年代初期，美國曾爆發一場大規模的小兒麻痺疫情，影響了德克薩斯州達拉斯周圍的數百名兒童，其中包括亞歷山大。這些患者被送往帕克蘭紀念醫院接受治療，並在醫院的鐵肺病房度過了一段艱難的時光。亞歷山大幾乎死在醫院裡，直到醫生發現他已經停止呼吸時，及時將他送進了鐵肺。他在醫院住了18個月才得以回家，但他的身體以下完全癱瘓。他的父母租了一台便攜式發電機和一輛卡車，將他和他的鐵肺帶回家。
從1954年開始，在非營利組織出生缺陷基金會和一位名叫沙利文夫人的物理治療師的幫助下，亞歷山大自學了舌咽呼吸（又譯：青蛙式呼吸），使他能夠逐漸減少對鐵肺的依賴。
亞歷山大是達拉斯獨立學區中，第一批接受在家教育的學生之一。1967年，亞歷山大以班級第二名的成績從WW塞繆爾高中畢業，成為第一個在不親自上課的情況下從達拉斯高中畢業的人。隨後，他獲得了南方卫理公会大学的獎學金，並轉學到德克薩斯大學奧斯汀分校就讀他於1978年獲得學士學位，並在1984年取得法律博士學位。在1986年成為律師之前，他曾擔任法庭速记员和法律術語講師。亞歷山大在法庭上代表客戶，穿著改良過的輪椅以保持身體直立。
21世紀，亞歷山大被金氏世界紀錄認定為在鐵肺中生活最久的人。

### 逝世
2024年3月11日，亞歷山大因肺部感染逝世，享壽78歲。截至逝世之前，他是世界上最後兩個鐵肺人之一，另一位是1953年首次進入鐵肺的瑪莎·利拉德（Martha Lillard）。

## 著作
2020年4月，亞歷山大在朋友諾曼·D·布朗 RN（已退休）的幫助下，自行出版了回憶錄《狗的三分鐘：我在鐵肺中的生活》。該書描述了他克服困難的生活故事，花了八年多的時間才完成，其中一部分是用塑料棒和筆在鍵盤上敲出來的，另一部分是向朋友口述的。

## 外部連結
- Interview with Paul Alexander (YouTube, 2022-11-10) （页面存档备份，存于）